# Помилкове перенесення
Помилкове перенесення — це неформальна помилка, яка виникає, коли аргумент припускає, що немає різниці між терміном у розподільному (посилається на кожного члена класу) і колективному (посилається на сам клас у цілому) значенні.
Є два варіанти цієї помилки:
- Помилковість композиції — передбачається, що те, що вірно для частин, є істинним для цілого. Ця помилка також відома як «перехід від конкретного до загального».

Оскільки Джуді дуже старанна на робочому місці, уся ця компанія повинна мати чудову робочу етику.
- Помилка поділу — припускає, що те, що вірно для цілого, є істинним для його частин (або деякої підмножини частин).

Оскільки ця компанія настільки корумпована, кожен її працівник має бути корумпованим.
Незважаючи на те, що аргументи, які роблять ці припущення помилковими, можуть бути переконливими через евристику репрезентативності.